# Musikjahr 1589
Liste der Musikjahre

◄◄ | ◄ | 1585 | 1586 | 1587 | 1588 | Musikjahr 1589 | 1590 | 1591 | 1592 | 1593 | ► | ►►

Weitere Ereignisse
Dieser Artikel behandelt das Musikjahr 1589.

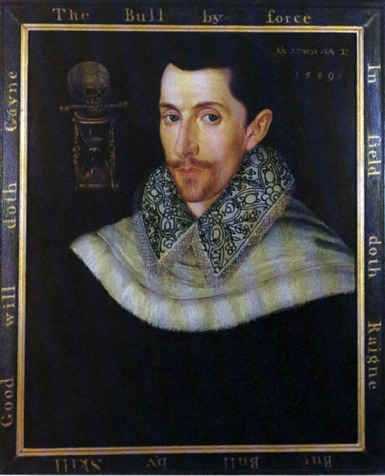
Sogenanntes Oxford Portrait des englischen Organisten, Cembalisten und Komponisten John Bull (1589)

## Ereignisse

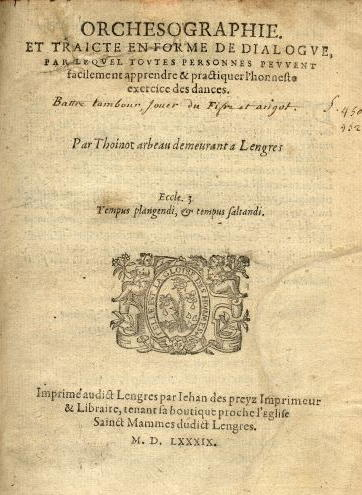
Titelbild der Orchésographie von Thoinot Arbeau, Ausgabe 1589

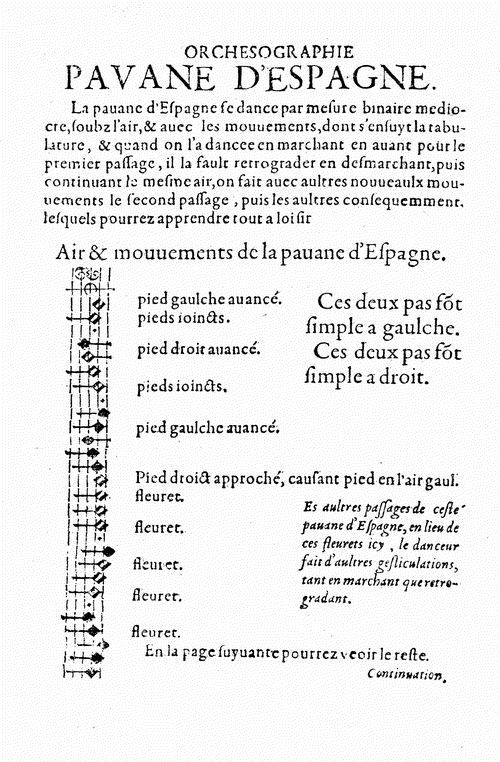
Schrittfolge und Melodie der „Pavane d’Espagne“, Thoinot Arbeau, Orchésographie 1589

- Der französische Priester Jehan Tabourot veröffentlicht unter dem Pseudonym Thoinot Arbeau, einem Anagramm seines Namens, das Werk Orchésographie et traité en forme de dialogue, par lequel toutes personnes peuvent facilement apprendre et pratiquer l’honneste exercice des dances über die Tänze seiner Zeit.
- Ägidius Bassengius bewirbt sich 1589 um eine Stelle am kaiserlichen Hof. In den Rechnungen des Hofzahlamts für April und Dezember 1589 sind Zahlungen von jeweils 25 und 40 Gulden an Bassengius aufgeführt. Hier wird er als Musicound Capelnsinger bezeichnet; somit hat er wohl einige Zeit an der Kapelle mitgewirkt. Eine dauerhafte Anstellung ist daraus jedoch nicht entstanden.
- Elway Bevin wird 1589 Chormeister und Organist der Kathedrale von Bristol.
- John Bull, der im Januar 1586 offiziell zum Gentleman of the Chapel Royal unter Elisabeth I. von England benannt wurde, erwirbt 1589 den Titel eines Doktors der Musik in Cambridge. Aus diesem Jahr stammt auch das sogenannte Oxford Portrait, das ein unbekannter Künstler von ihm gemalt hat.
- Joachim Burmeister ist ab 1589 Kantor der Rostocker Lateinschule (Schoale Rostochiensis Collega Classicus) und der Marienkirche.
- Emilio de’ Cavalieri, der 1588 nach Florenz übersiedelte, weil ihn Ferdinando I. de’ Medici als Musiker und Handwerker bestellt hatte, komponiert mehrere Sätze der 1589 anlässlich der Hochzeit von Ferdinando I. de’ Medici mit Christine von Lothringen in Florenz aufgeführten Intermedien für La pellegrina.
- Esteban Daza lebt nach dem Tod seiner Mutter eine gewisse Zeit zusammen mit seinen unverheirateten Geschwistern in einem Haus und ab 1589 mindestens bis Dezember 1590 in einem Haus seines Bruders etwas außerhalb von Valladolid.
- Vincenzo Galilei widerlegt 1589 in seiner Streitschrift Discorso intorno all’opere di messer Gioseffo Zarlino („Abhandlung über die Werke des Herrn Gioseffo Zarlino“) unter anderem die Annahme seines Lehrers Gioseffo Zarlino, dass dessen Überlieferung der Legende von Pythagoras in der Schmiede physikalisch korrekt sei, da die Tonhöhe einer Saite offensichtlich nicht proportional zur Zugspannung ist. Galilei widerlegt die damals gängige Auffassung, dass das Verhältnis der Saitenspannung von Saiten, die in der Stimmung eine Oktave auseinander liegen, wie bei der Länge 2:1 ist. Durch Anhängen von Gewichten zeigt er vielmehr, dass sie 4:1 ist (siehe dazu Saitenschwingung). Viele der experimentellen Untersuchungen veröffentlicht Vincenzo Galilei nicht, sie finden sich später im Nachlass seines Sohnes Galileo Galilei.
- Vincenzo Gallo wirkt von 1589 bis zu seinem Ableben als Kapellmeister am Dom in Palermo.
- Mathias Gastritz, der am 22. Dezember 1561 zum Organisten der Stadt Amberg bestellt wurde und fast 30 Jahre lang in deren Diensten stand, legt nach Rechtsstreitigkeiten und persönlichen Kränkungen 1589 resigniert das Amt nieder.
- Balduin Hoyoul wird nach dem Tod Ludwig Dasers 1589 zu dessen Nachfolger an der Hofkapelle Stuttgart ernannt.
- Leonhard Lechner, der zuvor eine Stelle als Tenorist in der Württembergischen Hofkapelle in Stuttgart hatte, wird 1589 Hofkomponist.
- Giovanni de Macque bekommt nach einem vorübergehenden Aufenthalt in Rom 1589 im Mai 1590 die Stelle des zweiten Organisten an der Kirche Santissima Annunziata in Neapel.
- Cristofano Malvezzi, der ab 1586 am Hof der Medici für die Komposition von Intermedien angestellt war, schreibt 1589 viele Sätze der anlässlich der Hochzeit von Ferdinando I. de’ Medici mit Christine von Lothringen in Florenz aufgeführten Intermedien für La pellegrina.
- Luca Marenzio, der 1588 an den Hof von Florenz gegangen war, ist 1589 an den dortigen Festlichkeiten zur Hochzeit des Großherzogs Ferdinando I. de’ Medici mit Christine von Lothringen als Komponist (zweites und drittes Intermedium zur Komödie La pellegrina) und als Sänger beteiligt.
- Samuel Mareschall, der seit 1577 als Nachfolger von Gregor Meyer Organist am Basler Münster war, im gleichen Jahr an der Universität zum professor musices berufen wurde und zusätzlich eine Anstellung als Musiklehrer am Gymnasium am Münsterplatz und am Collegium Alumnorum hatte, wirkt ab dem Jahr 1589 zudem am Münster als Kantor.
- Tarquinia Molza, die als Musikerin von 1583 bis 1589 im berühmten Ensemble Concerto delle donne wirkte, wird nach Bekanntwerden einer Liaison mit dem Komponisten Giaches de Wert 1589 aller ihrer Pflichten entbunden und vom Hof von Herzogin Margherita Gonzaga d’Este und Herzog Alfonso II. d’Este von Ferrara entlassen.
- Giovanni Battista Mosto, der seit dem 6. November 1580 den Posten des „maestro di cappella“ an der Kathedrale von Padua bekleidete, wechselt 1589 an die venezianische Kirche Santa Maria Gloriosa dei Frari in Venedig.
- Giovanni Maria Nanino, der in der päpstlichen Kapelle, der Cappella Pontificia, arbeitete, ist 1588, 1589 und wahrscheinlich 1596 Sekretär des Kapellkämmerers. 1589 reist er in diplomatischer Mission nach Perugia.
- Jacopo Peri, der seit 1587 bei der Fürstenfamilie der Medici in Florenz angestellt war, komponiert einen Satz der 1589 anlässlich der Hochzeit von Ferdinando I. de’ Medici mit Christine von Lothringen in Florenz aufgeführten Intermedien für La pellegrina und wirkte darin auch als Sänger mit.
- Martin Peudargent, der vor 1550 als Hofkomponist in den Dienst Wilhelms V. von Jülich-Kleve-Berg trat, wird in der Jülicher Landrentmeisterrechnung von 1587 noch als „Sang-Mr Mertin van Hoya“ genannt, ebenso in der Hofordnung von 1589, dagegen nicht mehr in der Hofordnung von 1594, woraus geschlossen werden darf, dass Peudargent zwischen 1589 und 1594 gestorben ist.
- Jakob Regnart kauft 1589 in Innsbruck ein Haus.
- Thomas Robinson wird vor 1589 im dänischen Helsingør der private Musiklehrer von Prinzessin Anna von Dänemark, Tochter König Friedrichs II., und Königin Sophies.
- Lambert de Sayve, der nach 1582 in die Dienste von Erzherzog Matthias getreten war, hält sich 1589 für mehrere Monate im Stift Kremsmünster auf.
- Nikolaus Selnecker wird 1589 – nach dem Tode des Kurfürsten August – unter dem calvinistischen Kurfürsten Christian I. von Sachsen abgesetzt und aus Dresden ausgewiesen.
- Johann Steffens, der unter anderem bei einem Orgelmacher, vermutlich Hans Scherer dem Älteren in Hamburg, gelernt hatte, wird 1589 von dem schleswig-holsteinischen Statthalter Heinrich Rantzau dem Lüneburger Rat für eine Organistenstelle an der Lambertikirche empfohlen. Da die Herzogin Dorothea von Braunschweig-Lüneburg bessere Beziehungen zum Rat unterhält und jemanden anderen vorschlägt, wird er zunächst nicht angenommen.
- Alessandro Striggio der Ältere, der 1586 endgültig nach Mantua zurückkehrte, bleibt in enger Verbindung zu den Medici, für die er noch mindestens bis 1589 weiterhin tätig ist.
- Joannes Tollius, der als Tenorsänger seit 17. Mai 1588 Mitglied der Sängerkapelle an der Kathedrale von Padua war, wird 1589 als Ketzer (Glaubensabweichler) angeklagt. Jedoch verteidigt ihn sein früherer Dienstherr, der Bischof von Assisi, erfolgreich und führt eine Versöhnung herbei.
- Melchior Vulpius erhält 1589 eine Anstellung am Hennebergischen Gymnasium in Schleusingen.
- Nicasio Zorita, der 1578 zum Kapellmeister der Kathedrale von Tarragona ernannt wurde, bleibt in diesem Amt bis mindestens 1589.

## Instrumental- und Vokalmusik (Auswahl)

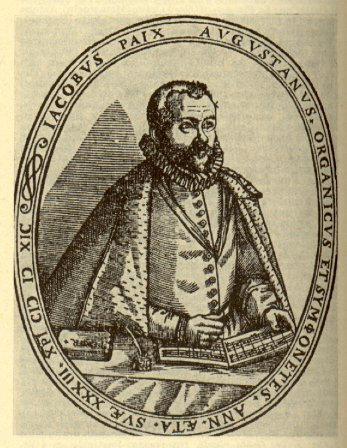
Jacob Paix (IACOBVS PAIX AVGVSTANVS) im Alter von 33 Jahren

- Costanzo Antegnati – Libro 2.Missarum, 6 et 8 vocum, Venedig: Angelo Gardano
- Ippolito Baccusi – drittes Buch der Messen zu fünf und sechs Stimmen, Venedig: Ricciardo Amadino
- Ludovico Balbi – Musicale essercitio zu fünf Stimmen, Venedig: Angelo Gardano (Sammlung von Madrigalen)
- Girolamo Belli – Sacrae cantiones zu acht Stimmen, Venedig: Giacomo Vincenti (Sammlung von Motetten)
- Giulio Belli – erstes Buch der Madrigale zu fünf und sechs Stimmen, Venedig: Angelo Gardano
- William Byrd
  - Liber primus Sacrarum cantionum quinque vocum, London: Thomas East
  - Songs of Sundrie Natures zu drei bis sechs Stimmen, London: Thomas East
  - Madrigale zu sechs Stimmen, London: Thomas East
- Giulio Caccini – Io che dal ciel cader farei la luna
- Johannes Eccard – Neue Lieder zu vier und fünf Stimmen, Königsberg: Georg Osterberger
- Noé Faignient – eine Motette, in: Liber secundus gemmae musicalis, Nürnberg
- Andrea Gabrieli
  - Il terzo Libro de Madrigali a cinque voci, con alcuni di Giovanni Gabrieli, Venedig: Angelo Gardano (posthum veröffentlicht mit einigen Werken von Giovanni Gabrieli)
  - Madrigali et ricecari a quattro voci, Venedig: Angelo Gardano (posthum veröffentlicht)
- Giovanni Gabrieli
  - Ecclesiasticae cantiones zu vier bis sechs Stimmen
  - Madrigale zu 5 Stimmen
- Jacobus Gallus
  - Harmoniarum moralium zu vier Stimmen, Buch 1, Prag: Georg Nigrinus
  - Epicedion harmonicum, Prag: Georg Nigrinus (Beerdigungsmotette)
- Giovanni Giacomo Gastoldi
  - Il secondo libro de madrigali a 5 voci
  - Completorium solemnitatum vespertina psalmodia
- Ruggiero Giovannelli – Gli sdruccioli zu vier Stimmen, Buch 2, Venedig: Angelo Gardano (Sammlung von Madrigalen)
- Francisco Guerrero
  - zweites Buch der Motetten zu vier, fünf, sechs und acht Stimmen, Venedig: Giacomo Vincenti
  - Canciones y villanescas espirituales zu drei, vier und fünf Stimmen, Venedig: Giacomo Vincenti
- Konrad Hagius – Die Psalmen Davids zu vier Stimmen, Düsseldorf: Albert Byuss
- Homer Herpol – Kanon Trium ex unisono post tempus perfectum zu drei Stimmen, Nürnberg
- Balduin Hoyoul – Geistliche Lieder vnd Psalmen mit dreyen Stimmen, Nürnberg
- Marc’Antonio Ingegneri – Liber Sacrarum Cantionum zu sieben bis sechzehn Stimmen mit Instrumenten, Venedig: Angelo Gardano

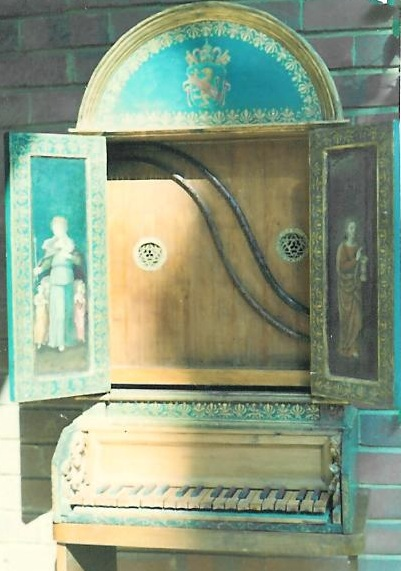
Clavicytherium (1589) in der Klaviersammlung von Hans Adler

- Paolo Isnardi – erstes Buch der Madrigale zu sechs Stimmen, Venedig: Angelo Gardano
- Leonhard Lechner – Neue Geistliche und Weltliche Teutsche Lieder mit fünff und vier stimmen
- Giovanni de Macque – Il secondo libro de madrigali a sei voci, Venedig: Angelo Gardano
- Rogier Michael – Fiamma d’amor zu fünf Stimmen, in: Sammelband Di Alessandro Orologio il secondo libro de madrigali, Dresden
- Philippe de Monte – Il secondo libro de madrigali spirituali zu sechs bis sieben Stimmen, Venedig: Angelo Gardano
- Jakob Paix – Thesaurus Motetarum, Stuttgart: Bernhart Jobin (Sammlung von Klavierarrangements von Motetten verschiedener Komponisten)
- Giovanni Pierluigi da Palestrina – Individualdruck Hymni totius anni, secundum sanctae romanae ecclesiae consuetudinem, quattuor vocibus concinendi, necnon hymni religionum, Rom (insgesamt 77 Hymnen-Vertonungen)
- Giovanni Maria Papalia – erstes Buch der Madrigale zu fünf Stimmen, Messina: Fausto Bufalini
- Giovanni Tommaso Benedictis da Pascarola – Primo libro de madrigali a cinque voci, Venedig: Scipione Riccio
- Andreas Pevernage
  - sechs Kompositionen, in: Harmonia celeste zu vier bis acht Stimmen, Antwerpen 1583, Reprint 1589
  - Chansons […] livre premier zu fünf Stimmen, Antwerpen: Christophe Plantin
- Rocco Rodio – Duetti (verschollen)
- Salamone Rossi – neunzehn Canzonette
- Franz Sales
  - Patrocinium musices. Missarum solenniorum […] primus tomus zu fünf bis sechs Stimmen, München
  - Officia quaedam Domini Nostro Jesu Christi necnon Beatae Virginis Mariae et aliquorum sanctorum zu fünf bis sechs Stimmen, München
- Jan van Turnhout – Sammlung Il primo libro de madrigali a sei voci zu sechs Stimmen, Antwerpen (Alessandro Farnese gewidmet)
- Alexander Utendal – eine Motette, in: Thesaurus motetarum, Straßburg
- Giaches de Wert – Il primo libro delle canzonette villanelle zu fünf Stimmen, Venedig 1589

## Musiktheater

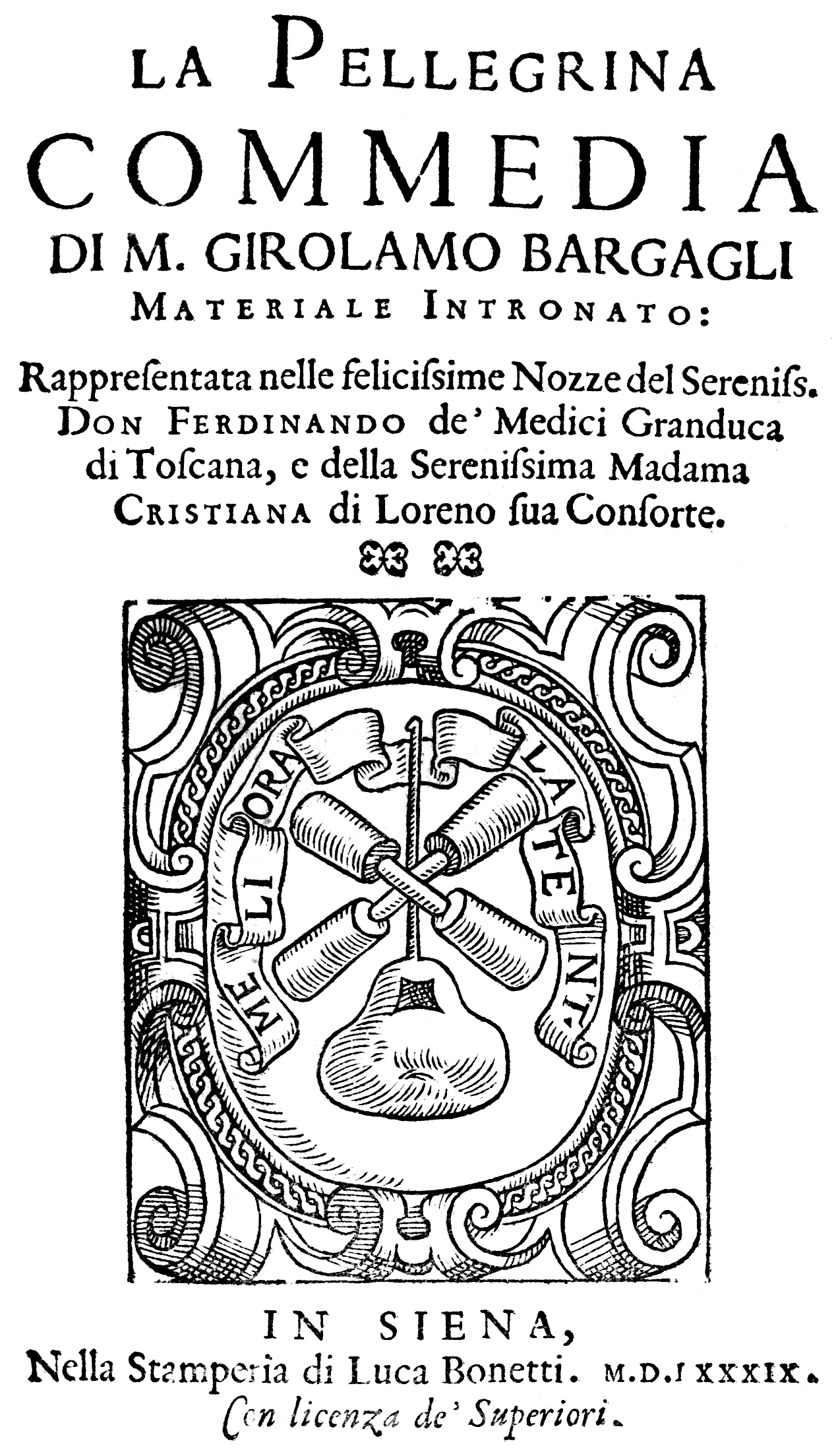
Titelblatt der Komödie La pellegrina
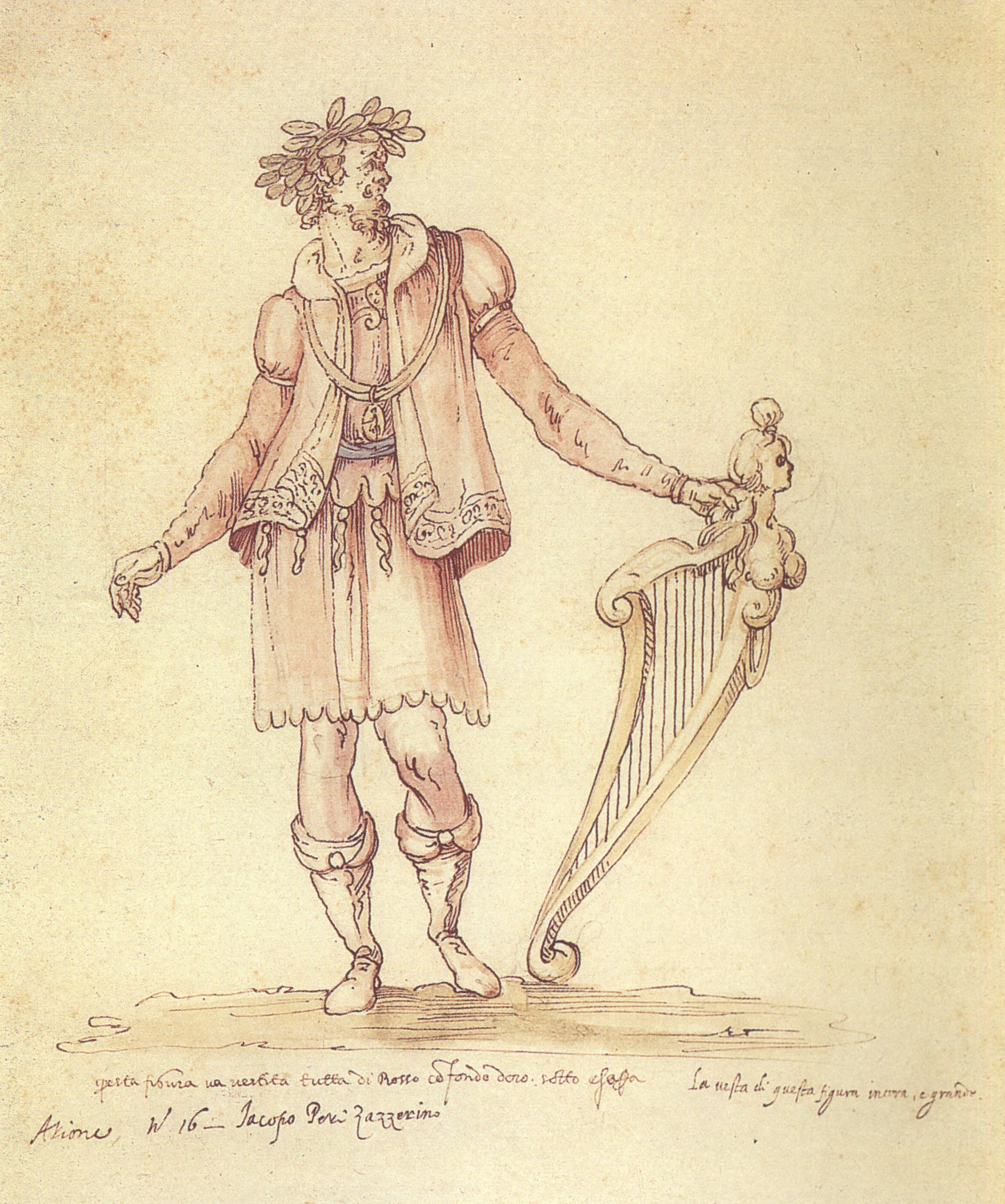
Kostümbilder der Komödie – Jacopo Peri als Arione
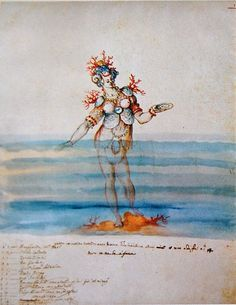
Kostümbilder der Komödie – Meeresnymphe
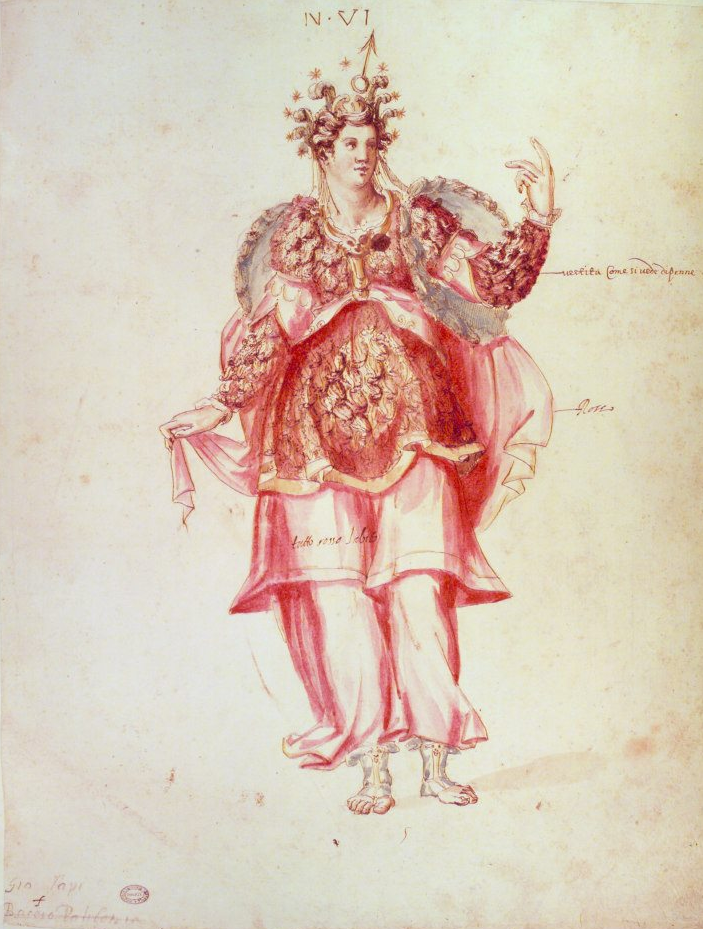
Kostümbilder der Komödie – Sirene der Sphäre des Mars
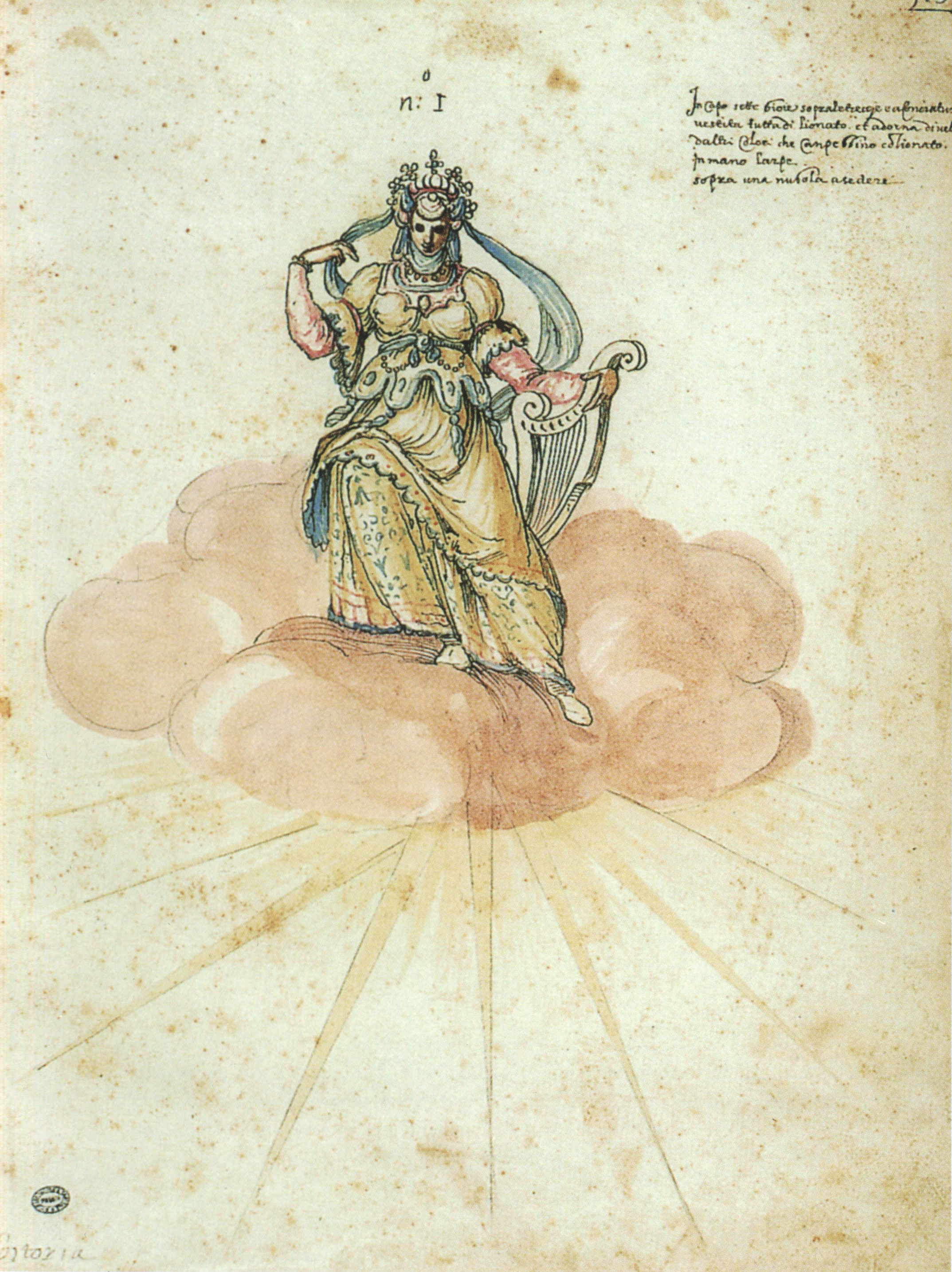
Kostümbilder der Komödie – Die Dorische Harmonie

- Luca Bati – Musik für die Intermedien zu Giovan Maria Cecchis Rappresentazione sacra Esaltazione della Croce, Florenz
- Cristofano Malvezzi, Antonio Archilei (?), Luca Marenzio, Giulio Caccini, Giovanni de’ Bardi, Jacopo Peri und Emilio de’ Cavalieri – Intermedien für die Komödie La pellegrina des Dichters Girolamo Bargagli (Uraufführung im Uffizientheater in Florenz am 2. Mai 1589 anlässlich der Hochzeit von Ferdinando I. de’ Medici mit Christine von Lothringen).

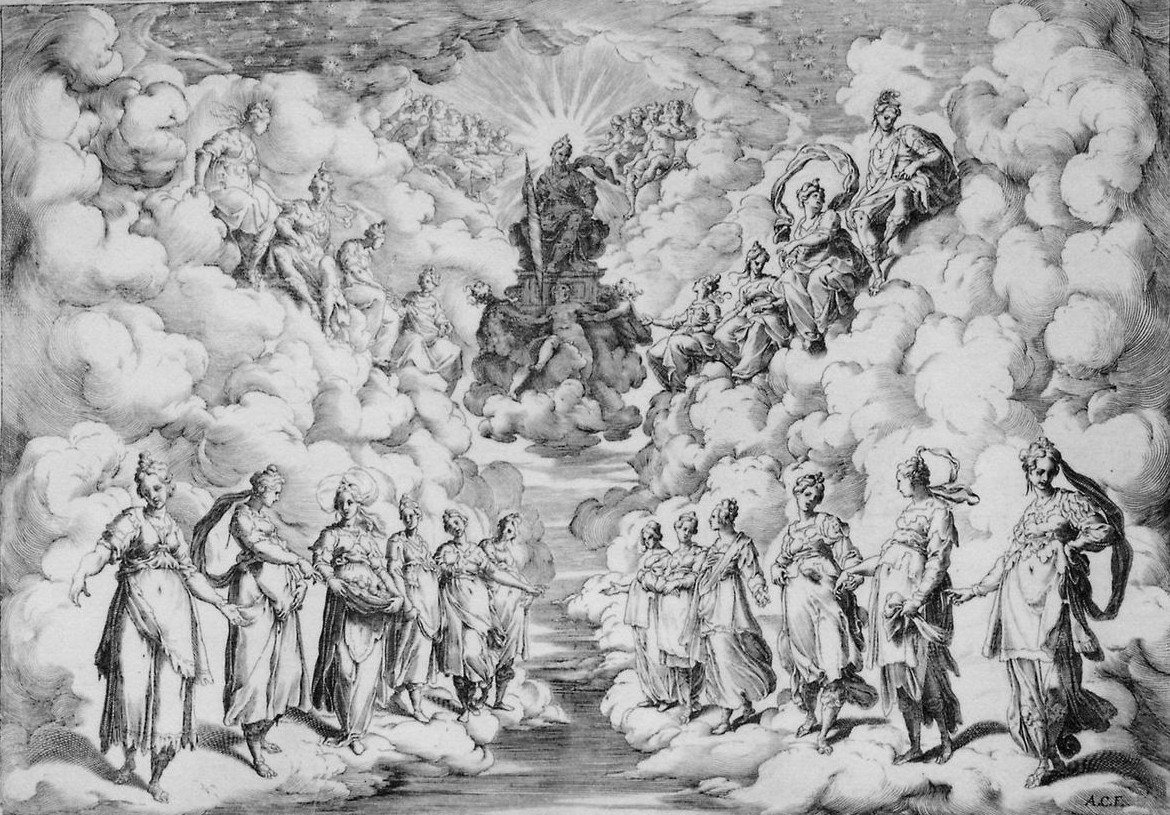
Bühnenbild für das erste Intermedium – Die Göttin der Notwendigkeit mit der Weltenspindel, den Parzen, Planeten und Heroen
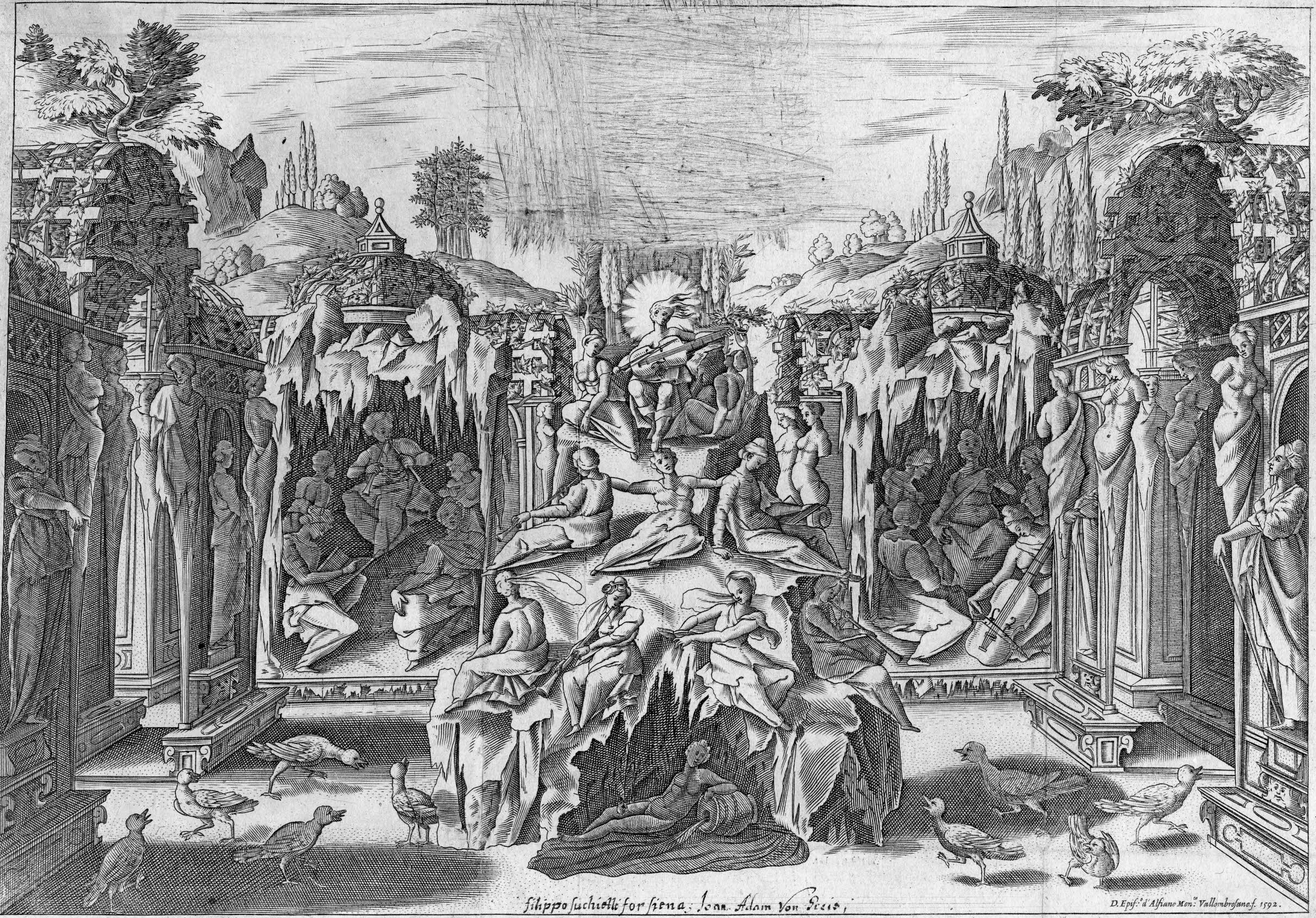
Bühnenbild für das zweite Intermedium – Wettgesang der Musen und Pieriden
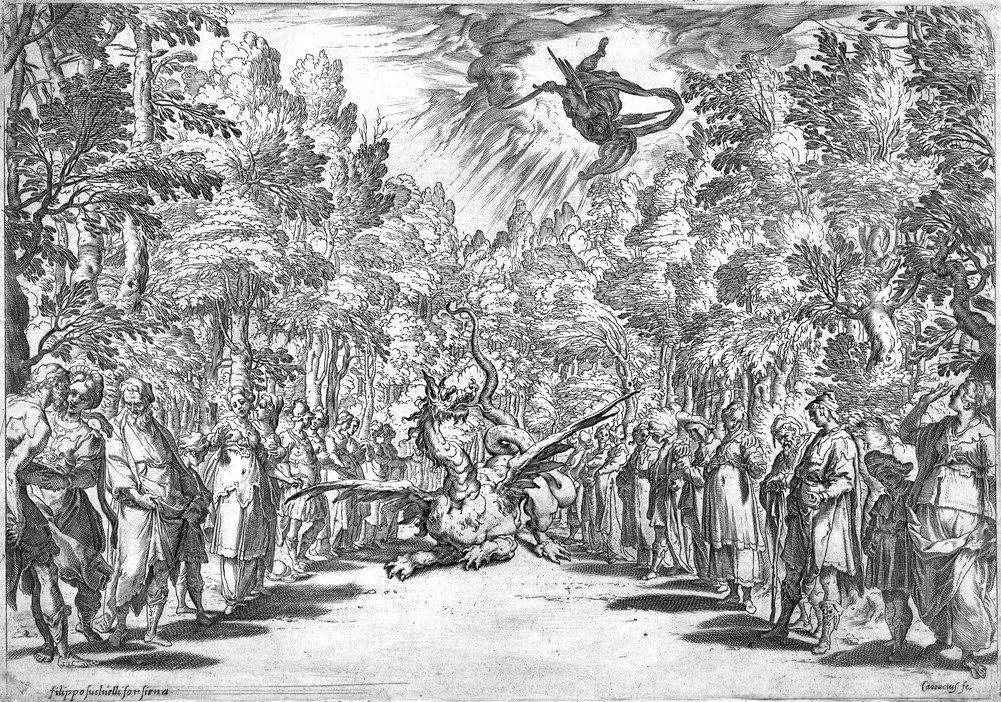
Bühnenbild für das dritte Intermedium – Der Kampf Apollons mit dem Drachen Python
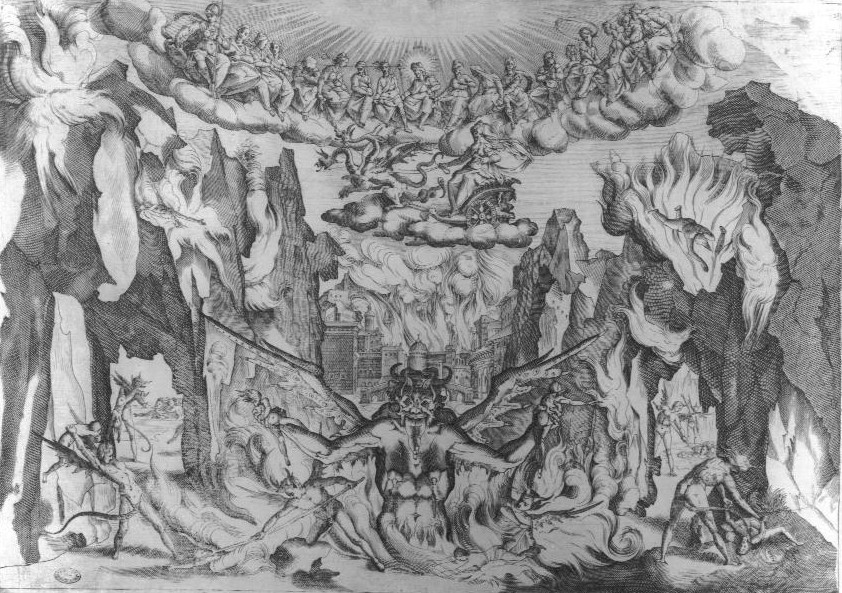
Bühnenbild für das vierte Intermedium – Das Reich der Dämonen
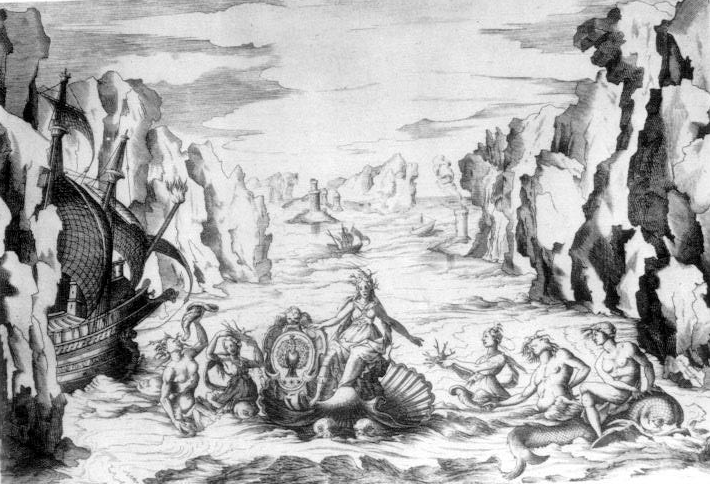
Bühnenbild für das fünfte Intermedium – Aphrodite
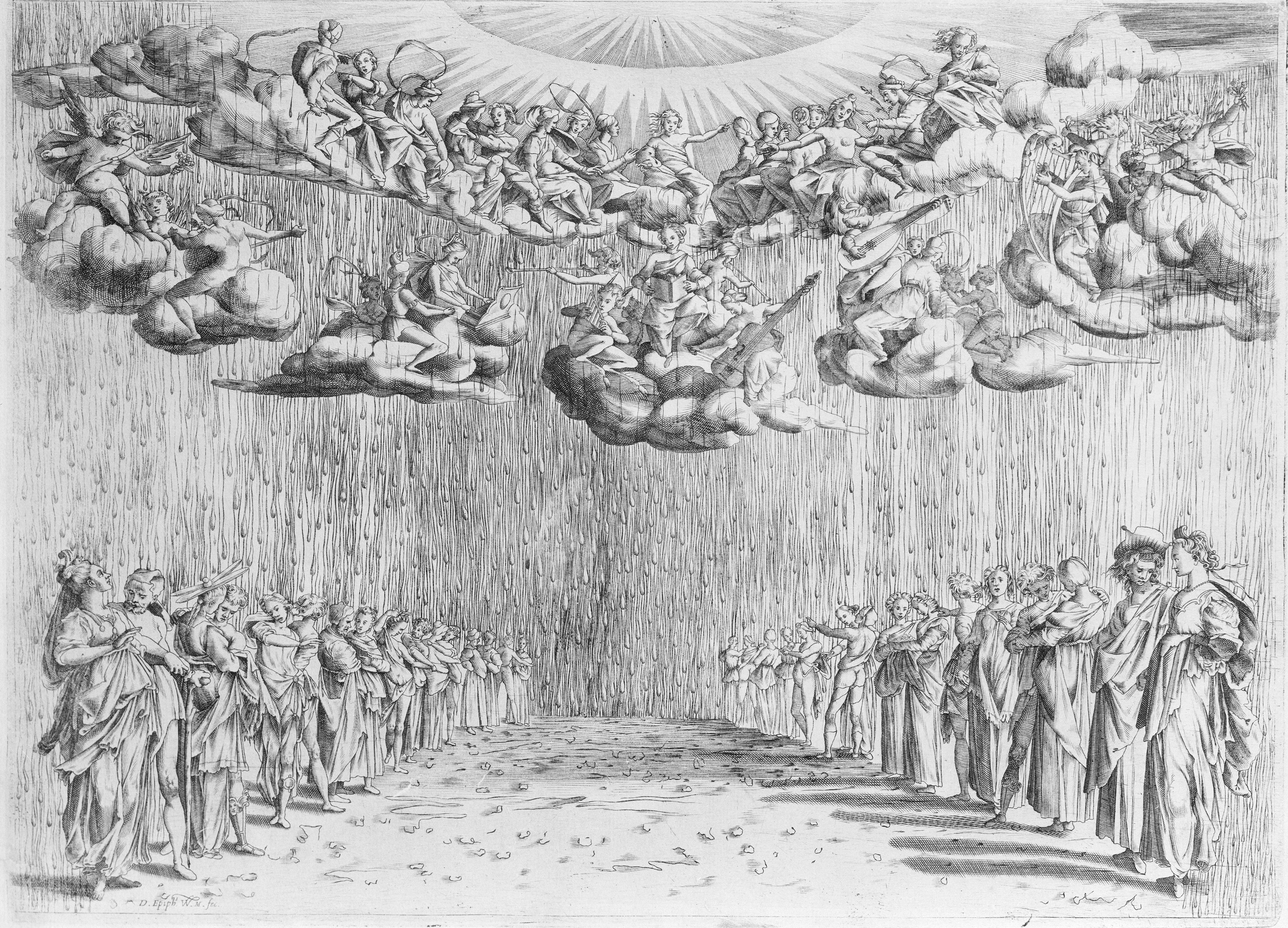
Bühnenbild für das sechste Intermedium – Der Abstieg von Apollo und Bacchus mit Rhythmus und Harmonie

## Musiktheoretische Schriften
- Vincenzo Galileo – Discorso intorno all’opere di messer Gioseffo Zarlino, Venedig
- Samuel Mareschall – Porta musices: Das ist Eynführung zu der Edlen kunst Musica: Mit Einem kurtzen Bericht und Anleitung zu den Violen: Auch wie ein jeder Gesang leichtlich anzustimmen seye, Basel

## Geboren

### Geburtsdatum gesichert
- 12. Februar: Ambrosius Profe, deutscher Organist, Komponist und Musikherausgeber († 1661)
- 02. Juli (getauft): Guilielmus Messaus, flämischer Komponist († 1640)[1]
- 18. Dezember: Christoph Neander, Kreuzkantor in Dresden († 1625)

### Genaues Geburtsdatum unbekannt
- Giovanni Battista Fontana, italienischer Violinist und Komponist († 1630)
- Caterina Martinelli, italienische Sängerin († 1608)
- Lorenzo Ratti, italienischer Komponist († 1630)

### Geboren vor 1589
- Jakob Langenwalder, Füssener Lautenmacher († 1633)

## Gestorben

### Todesdatum gesichert
- 26. Januar: Wolfgang Ammon, Pfarrer, Schriftsteller, Lieddichter und Lyriker (* 1540)
- 27. März: Ludwig Daser, deutscher Komponist und Kapellmeister (* um 1526)

### Genaues Todesdatum unbekannt

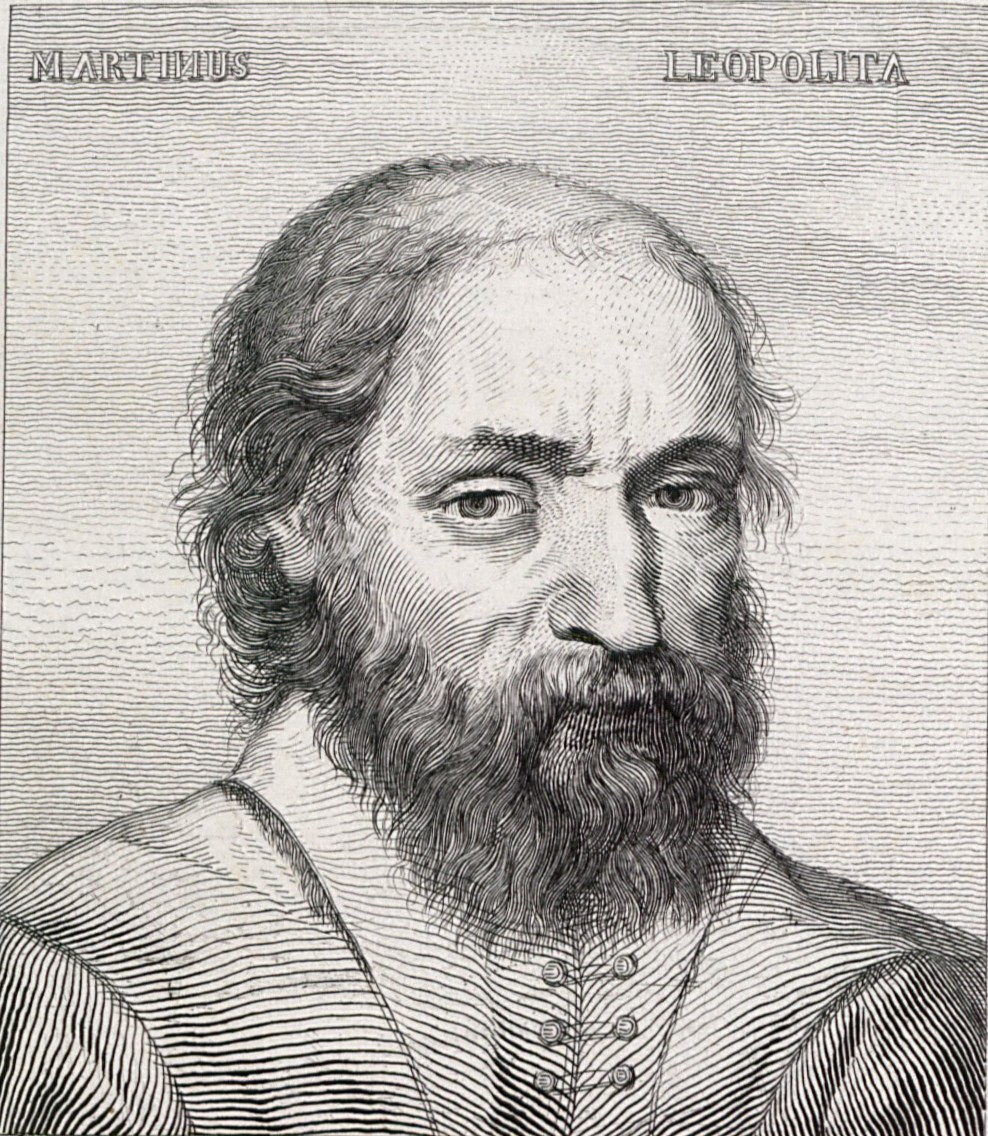
Marcin Leopolita

- Wolfgang Figulus, deutscher Komponist (* um 1525)
- Christian Hollander, franko-flämischer Komponist, Sänger und Kapellmeister (* um 1512)
- Marcin Leopolita, polnischer Komponist (* um 1540)
- Tansen, Hofmusiker des Mogulkaisers Akbar (* um 1506)